# ردیچ
ردیچ (به انگلیسی: Redditch) شهری در منطقهٔ لندن کشور انگلستان است که این کشور خود بخشی از بریتانیا محسوب می‌شود. این شهر در سال ۱۹۹۱ میلادی ۷۳٫۳۷۲ نفر جمعیت داشته و در سرشماری سال ۲۰۰۱ جمعیت آن به ۷۴٫۸۰۳ نفر رسیده‌است. میزان رشد سالانهٔ جمعیت ردیچ ‎۰٫۰۵ درصد می‌باشد و جمعیت این شهر در سال ۲۰۱۲ به ۷۵٫۲۱۷ نفر تغییر یافت.